# 贝特 (上比利牛斯省)
贝特（法語：Bettes，法語發音：[bɛt] ⓘ）是法国上比利牛斯省的一个市镇，属于巴涅尔德比戈尔区。

## 地理
贝特（43°4'43"N, 0°12'47"E）面积3.38 平方千米，位于法国奧克西塔尼大區上比利牛斯省，该省份为法国西南部内陆省份，北至热尔省，西接大西洋比利牛斯省，南与西班牙接壤，东临上加龙省。
与贝特接壤的市镇（或旧市镇、城区）包括：卡斯蒂永、比戈尔堡、埃斯皮耶伊、于泽尔。

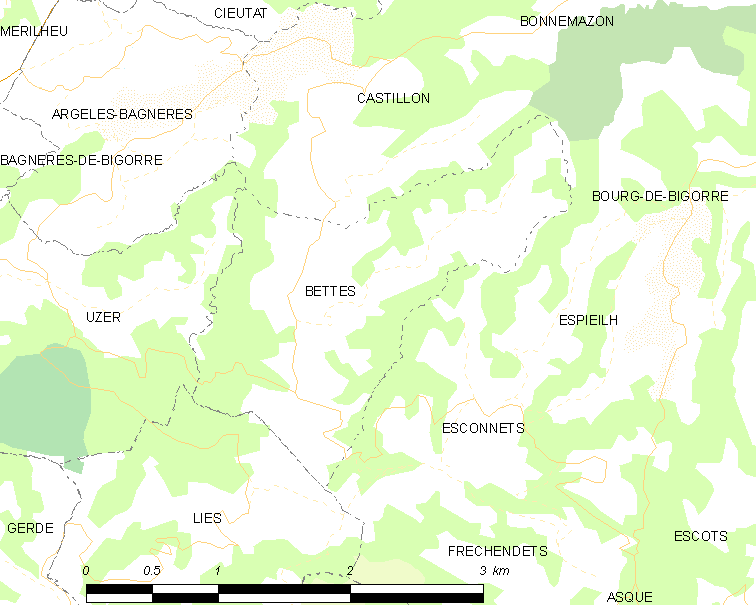
的OSM定位图

贝特的时区为UTC+01:00、UTC+02:00（夏令时）。

## 行政
贝特的邮政编码为65130，INSEE市镇编码为65091。

## 政治
贝特所属的省级选区为阿罗斯河与巴伊斯河谷县。

## 人口

1962-2008年间人口变化图示

贝特于2022年1月1日时的人口数量为60人。